# Roland (See-Elefant)
Roland, volkstümlich auch Roland von Berlin genannt, war ein Südlicher See-Elefantenbulle. Er lebte von 1930 bis zu seinem Tod 1935 im Zoologischen Garten Berlin.

## Leben
Roland wurde vor der Küste von Südgeorgien durch Robbenjäger gefangen und gelangte, nach Erwerb durch den damaligen Berliner Zoo-Direktor Ludwig Heck, am 3. September 1930 in den Zoologischen Garten Berlin. Roland war zu dem Zeitpunkt 4,5 Meter lang und wog 33,6 Zentner. Ein noch im Bau befindlicher Robbenfelsen war noch nicht fertiggestellt, so dass der See-Elefant zunächst in der Elefantenpagode untergebracht wurde. Nach der Einweihung des Felsens zog das Tier in ein Süßwasserbecken am Robbenfelsen um. In den folgenden Jahren wurde Roland zum Besuchermagneten des Zoos. Die Besucher waren von der Größe des Bullen und zugleich von seinem gutmütigen Gesichtsausdruck beeindruckt. Der Wärter und Pfleger verstand es, durch Interaktion mit seinem Schützling die Besucher zu beeindrucken: Der Wärter stand auf einer kleinen erhöhten Kanzel und brachte Roland durch das Locken mit Futter dazu, seine obere Körperhälfte aufzurichten, was den Schaulustigen die gewaltige Größe des Bullen demonstrierte.
Nach Rolands frühem Tod wurden bei einer Obduktion mehrere gesundheitliche Probleme attestiert, so ein Lungenödem und eine Entzündung der oberen Luftwege.
Nach seinem Tod wurde Roland 1936 präpariert und als Schauexemplar im Berliner Naturkundemuseum ausgestellt. Das Präparat wurde bei einem Bombenangriff 1944 zerstört. Heute zeigt das Naturkundemuseum eine Totenmaske des See-Elefanten.

## Rezeption
Der See-Elefant erfreute sich großer Beliebtheit, so wurden ab 1930 Postkarten herausgegeben, die Roland vor allem in aufgerichteter Haltung in Interaktion mit seinem Wärter zeigten. 
Im selben Jahr führte der Berliner Anzeiger ein fingiertes Interview mit dem See-Elefanten, in welchem der Journalist das Tier stets mit Herr Roland ansprach.
Bei Pathé News entstanden im Programm der Pathetone Weekly 1931 und 1933 zwei Schwarzweiß-Filme unter dem Titel Roland of the Berlin Zoo und Roland, die den See-Elefanten Roland in und an seinem Schwimmbassin zeigen, ebenso wie bei der Annahme von Futter von seinem Tierpfleger.

## Weitere Tiere desselben Namens
Den Tierpflegern gefiel der Name Roland für einen See-Elefanten so gut, dass nach Rolands Tod vier weitere See-Elefantenbullen des Zoos so genannt wurden. Vermutlich hatte diese Praxis aber auch den Hintergrund, Besucher glauben zu machen, das ursprünglich so genannte Tier sei nicht verstorben. Diese Berliner See-Elefanten teilten den Namen Roland bis 1970:
- Roland II. († 1938) – ein Südlicher See-Elefant (Partnerin: Freya († 1939)).
- Roland III. († 1944) – ein Südlicher See-Elefant. Starb an Wunden, die ihm Granatsplitter bei der Bombardierung des Zoologischen Gartens beibrachten.
- Roland IV. († 21. August 1961) – ein Nördlicher See-Elefant. Starb aufgrund von Fremdkörpern, die Besucher ins Gehege geworfen hatten.
- Roland V. († 1970) – ein Südlicher See-Elefant (Partnerin: Bollie († 1970)).